# Sid Vicious

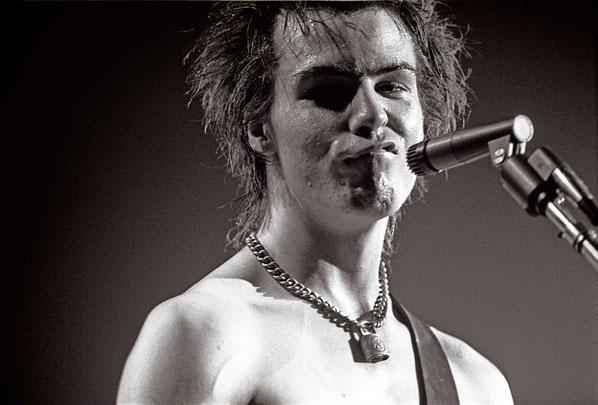
Sid Vicious, 1978

Sid Vicious (eigentlich John Simon Ritchie; * 10. Mai 1957 in Lewisham, London; † 2. Februar 1979 in New York) war ein britischer Punkrock-Musiker. Er  war ein Jahr lang Bassist der Band Sex Pistols, spielte jedoch bei Studioaufnahmen bis auf eine Ausnahme nicht selbst mit.

## Leben
John Simon Ritchie wurde am 10. Mai 1957 im Londoner Stadtteil Lewisham geboren. Im selben Jahr zog er mit seinen Eltern John und Anne nach Ibiza. Nachdem sein Vater sich von seiner Mutter getrennt hatte, zog Anne Ritchie nach Kent, dort heiratete sie Christopher Beverly. Sechs Monate später starb Beverly an Krebs. 1968 zog die Familie nach Royal Tunbridge Wells. Dort besuchte Ritchie die Sandown Court School. 1971 zogen sie nach Hackney in den Osten Londons. Ritchie besuchte unter anderem die Gesamtschule und weiterführend die Fachoberschule. Am Hackney Technical College studierte er zwei Semester Fotografie, bevor er das College verließ und in die gerade aufkeimende Londoner Punkszene eintauchte.

### Musikalischer Werdegang

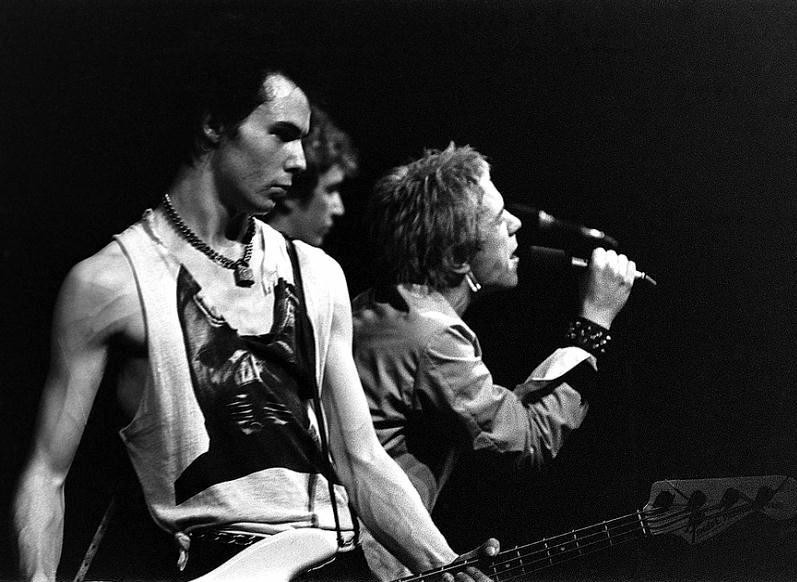
Sid Vicious mit Steve Jones und Johnny Rotten live auf der Bühne in Norwegen 1977

Ritchie traf John Lydon zum ersten Mal 1973, später besetzte er zusammen mit Lydon, John Wardle und John Gray ein Haus. Ritchies Künstlername Sid Vicious ging angeblich auf den Namen von Lydons Hamster zurück. Vicious wurde Teil des so genannten Bromley Contingent, einer Gruppe glühender Verehrer der Sex Pistols und modischer Vorreiter der Punkbewegung, der auch Siouxsie Sioux und Billy Idol angehörten.
Seine musikalische Karriere startete Sid Vicious als Schlagzeuger der Gruppe Siouxsie and the Banshees, die sich aus Mitgliedern des Bromley Contingents zusammensetzte und 1976 ihren legendären Debütauftritt beim 100 Club Punk Festival hatte. Danach beteiligte er sich kurzzeitig als Sänger und Saxophonist der Band The Flowers Of Romance, die niemals öffentlich auftrat oder Alben produzierte. Ritchie nahm für sich in Anspruch, den Pogo erfunden zu haben.
Als im Februar 1977 der Bassist Glen Matlock die Sex Pistols verließ, übernahm Vicious den Part, obwohl er nicht Bass spielen konnte – seine Rolle war mehr die des personifizierten Punks in der Band. Lemmy Kilmister von Motörhead hatte vergeblich versucht, ihm das Bassspielen beizubringen. Seine Basspartien für das Album spielte laut Band-Biografie England’s Dreaming der Gitarrist Steve Jones, nur bei Bodies spielte Vicious selbst. Bei Konzerten wurde sein Instrument leise gemischt.
Sid Vicious hatte seit November 1977 eine Liebesbeziehung mit Nancy Spungen, einem US-amerikanischen heroinsüchtigen Groupie, und ließ sich selbst auf eine Drogenkarriere ein. Die Beziehung war einerseits innig und tief, andererseits aber auch oft geprägt von körperlicher Gewalt. Diese hatte ihren vorläufigen Höhepunkt während der Auflösung der Sex Pistols Anfang 1978.
1978 verfolgte Sid Vicious eine Solokarriere und spielte kurzzeitig in der Band Vicious White Kids. Aus der Solokarriere stammen einige Liveaufnahmen und wenige Studioaufnahmen; die meisten sind Coverversionen, die im September 1978 im Max’s Kansas City live aufgenommen wurden. Offiziell wurden 1978/1979 von Virgin Records nur drei Singles und ein Album sowie 2004 von EMI ein Album veröffentlicht. Allerdings existieren zahlreiche Bootlegs und Compilations mit Stücken aus dieser Zeit.

## Vorgänge rund um seinen Tod

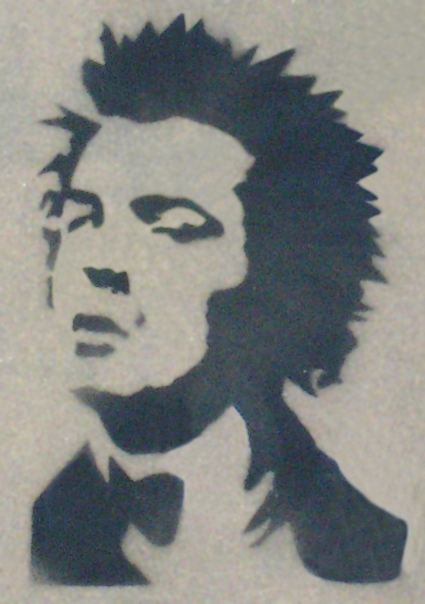
Sid-Vicious-Graffito in Madrid

Im Oktober 1978 wurde Nancy Spungen mit dem unter Drogen stehenden Vicious in einem Zimmer im Chelsea Hotel in New York City erstochen aufgefunden. Vicious wurde wegen Mordverdachts festgenommen und gegen eine Kaution von 50.000 US-Dollar, die von der Plattenfirma Virgin Records gestellt wurde, am 1. Februar 1979 auf freien Fuß gesetzt. Nach einem Drogenentzug im Gefängnis war er „clean“, setzte sich jedoch bei der Feier seiner Freilassung eine Überdosis und starb am 2. Februar 1979 in New York in dem Appartement im Chelsea Hotel, in dem auch Nancy zu Tode gekommen war. Spekulationen, dass er nicht über den Tod seiner Freundin hinweggekommen sei und sich das Leben genommen habe, hielten sich hartnäckig. Angeblich wurde neben seiner Leiche auch ein Brief an Nancy gefunden. Seine Mutter, Ann Beverly, die 1996 ebenfalls an einer Überdosis Heroin starb, sagte einem Reporter, dass sie Sid die tödlich wirkende Dosis gegeben hatte, da er einige Stunden zuvor schon hochkonzentriertes Heroin konsumiert, es aber überlebt hatte. Sie wollte Sid so vor dem sicheren Gefängnis retten, da sie befürchtete, dass er es ohnehin nicht überleben würde.
Das Tötungsdelikt an Nancy Spungen wurde nach Vicious’ Tod nicht mehr gerichtlich aufgeklärt.
Johnny Rotten schrieb in seiner Autobiografie: „Sid war etwas naiv, aber voller Witz und Humor. Ein exzellenter Typ, aber die Drogen haben ihn zu einem Tier gemacht, zu einem zutiefst unangenehmen Typen.“

## Rezeption
- In Erwartung eines neuen Rockheldenmythos drehte Die Tödliche Doris 1981 den zehnminütigen Super-8-Film Das Leben des Sid Vicious, mit Drogenexzessen, Prügelorgien und Tod. In diesem im In- und Ausland gezeigten und heftig diskutierten Film wird Sid Vicious von Oskar, dem 3-jährigen Sohn der damaligen Die-Tödliche-Doris-Schlagzeugerin Dagmar Dimitroff verkörpert, Sid Vicious’ Freundin Nancy Spungen von einem sechsjährigen Mädchen namens Angie. Wie das Original im Great Rockn'Roll Swindle durch Paris läuft, so läuft Oskar Dimitroff mit schwarzer Punkfrisur, Nieten und einem Hakenkreuz-T-Shirt durch das West-Berlin von 1981.
- 1986 produzierte Alex Cox den Film Sid und Nancy, der sich fiktiv mit der Lebensgeschichte der beiden auseinandersetzt.
- Der deutsche Schauspieler Ben Becker schrieb ein Theaterstück über Sid & Nancy, das er 1995 gemeinsam mit seiner Schwester Meret Becker auf die Bühne brachte.
- In der Simpsonsfolge Die Liebe in Springfield wird auf die Sex Pistols und speziell auf Sid Vicious angespielt, der in dieser Folge von Nelson Muntz gespielt wird und über die Liebe zwischen ihm und Nancy Spungen, die von Lisa Simpson verkörpert wird, berichtet. Die Droge, die sein Leben so dramatisch veränderte, ist in der Simpsons-Version (statt Heroin) Schokolade in jeglicher Form.
- Die Band The Exploited schrieb ein Lied namens Sid Vicious was innocent, das die verstorbene Nancy Spungen als „bloody cunt“ (etwa: „verdammte Fotze“)  und Sid Vicious als an ihrem Tod unschuldig bezeichnet.
- Sid Vicious und Nancy sind ebenfalls Inhalt der Lieder Jessica von Dir en grey und Love Kills von den Ramones.
- Die US-Band Sparks landete 1994 einen internationalen Charts-Hit mit dem Song When Do I Get To Sing ‘My Way’. Dieser enthält die Textzeile “When do I get to feel like Sid Vicious felt”, in Anlehnung an Sid Vicious’ gesangliche Interpretation des Evergreens My Way.
- Der amerikanische Countrysänger Ronny Elliott thematisiert die tragische Liebesgeschichte von Sid und Nancy in seinem Song Room 100 auf dem Album Poisonville (2001).
- Die finnische Rockband The 69 Eyes übernimmt ebenfalls die Thematik der „Sid-und-Nancy-Affäre“ in ihrem Lied Dead and Gone vom 2009 erschienenen Album Back in Blood. Der Song umschreibt die fiktive Situation des Frontsängers als Protagonist in einer Geschichte, in der er dieselben Erlebnisse mit einer Frau hat wie Sid Vicious sie mit Nancy Spungen erlebt haben muss.
- Die russische Rockband Lumen geht auf die Geschichte von Sid und Nancy im gleichnamigen Lied Sid and Nancy ein.
- Die estnische Band Vennaskond veröffentlichte auf ihrem 2003 erschienenen Album Subway einen Song mit dem Titel The Return of Sid Vicious.
- Die Toten Hosen (Traurig einen Sommer lang) und die Ärzte (Ist das noch Punkrock?) haben in einem Lied Sid Vicious ebenfalls erwähnt.
- Das Lied The Strongest of the Strange (2010) von der deutschen Punkband Pascow beginnt mit den Textzeilen „So so so so sorry Sid für das hier ...“.
- In der Spliff Radio Show von Spliff wird das Thema im Song Gravy ebenfalls behandelt: “Kill your girlfriend and then commit suicide, get a lot of press; No comeback, but you’re legend, is that what you call success”.
- Die deutschsprachige Punkband OHL behandelte das Thema Sid Vicious in ihrem Song Sid auf ihrem 1981 erschienenen, ehemals indizierten Album Heimatfront.
- Der US-amerikanische Profi-Wrestler Sidney Ray Eudy trat einige Jahre unter dem Ringnamen Sid Vicious auf.
- Auf die Liebesbeziehung von Vicious und Spungen nimmt die Band Foster the People auf ihrem dritten Album Sacred Hearts Club im Song Loyal Like Sid & Nancy Bezug.
- Die Punkband NOFX veröffentlichte auf dem 2016 erschienenen Album First Ditch Effort den Song Sid and Nancy.
- Der Rapper und Musiker Machine Gun Kelly veröffentlichte auf seinem 2022 erschienenen Album Mainstream Sellout den Song Sid & Nancy, der sich auf deren Beziehung und Tod bezieht.
- Am 20. Januar 2009 wurde auf BBC Radio 4 ein 30-minütiger Dokumentarfilm über Sid Vicious mit dem Titel In Search of Sid ausgestrahlt, der 30 Jahre nach seinem Tod vom Musiker und langjährigen Freund von Vicious Jah Wobble aufgenommen wurde.[5]

## Diskografie

### Offizielle Veröffentlichungen
- Sid Sings (1979, LP, Virgin, V2144; 1989 als CD)
- My Way (Single, 1978)
- Something Else (Single, 1979)
- C’mon Everybody (Single, 1979)
- Too Fast to Live… (2004, CD, EMI)

### Bootlegs etc.
- My Way/Something Else/C’mon Everybody (1979, 12", Barclay, Barclay 740 509)
- Live (1980, LP, Creative Industry Inc., JSR 21)
- Vicious Burger (1980, LP, UD-6535, VD 6336)
- Love Kills N.Y.C. (1985, LP, Konexion, KOMA 788020)
- The Sid Vicious Experience – Jack Boots and Dirty Looks (1986, LP, Antler 37)
- Love Kills (1986, LP, MCA, MCG 6011)
- (Don’t You Gimme) No Lip/(I’m Not Your) Steppin’ Stone (1989, 7", SCRATCH 7)
- The Idols With Sid Vicious (1993, CD, Last Call Records, LC22289)
- Cult Heroes (1993, CD)
- Never Mind the Reunion Here’s Sid Vicious (1997, CD)
- Sid Dead Live (1997, CD, Anagram, PUNK 86)
- Sid Vicious Sings (1997, CD)
- Vicious & Friends (1998, CD, Dressed To Kill Records, Dress 602)
- Sid Vicious & Friends (1998, CD, Cleopatra, #251)
- Better (to provoke a reaction than to react to provocation) (1999, CD, Almafame, YEAAH6)
- Probably His Last Ever Interview (2000, CD, OZIT, OZITCD62)
- Better (2001, CD)
- Vive Le Rock (2003, 2CD)
- Naked & Ashamed (7", Wonderful Records, WO-73)
- Sid Live At Max’s Kansas City (LP, JSR 21)
- Sid Vicious (LP, Innocent Records, JSR 21)
- Sid Vicious McDonald Bros. Box (3CD, Sound Solutions, 003)
- Sid Vicious v’s Eddie Cochran – The Battle Of The Rockers (LP, Jock, LP 6)

### Vicious White Kids
- The Vicious White Kids featuring Sid Vicious (1991, LP/CD)
- Vicious White Kids Live (2001, CD, Sanctuary, CMRCD372)

## Film
- Sex Pistols Number One (1976, dir. Derek Jarman)
- Will Your Son Turn into Sid Vicious? (1978)
- Mr. Mike’s Mondo Video (1979, dir. Michael O’Donoghue)
- The Punk Rock Movie (1979, dir. Don Letts)
- The Great Rock ’n’ Roll Swindle (1980, dir. Julian Temple, VHS/DVD)
- DOA (1981, dir. Lech Kowalski)
- Buried Alive (1991, Sex Pistols)
- Decade (1991, Sex Pistols)
- Bollocks to Every (1995, Sex Pistols)
- Filth to Fury (1995, Sex Pistols)
- Classic Chaotic (1996, Sex Pistols)
- Kill the Hippies (1996, Sex Pistols, VHS)
- The Filth and The Fury (2000, dir. Julien Temple, VHS/NTSC/DVD)
- Live at the Longhorn (2001, Sex Pistols)
- Live at Winterland (2001, Sex Pistols, DVD)
- Never Mind the Bollocks Here’s the Sex Pistols (2002, Sex Pistols, VHS/DVD)
- Punk Rockers (2003, Sex Pistols, DVD)
- Blood on the Turntable: The Sex Pistols (2004, dir. Steve Crabtree)
- Music Box Biographical Collection (2005, Sex Pistols, DVD)
- Punk Icons (2006, Sex Pistols, DVD)
- Chaos! Ex Pistols Secret History: The Dave Goodman Story (2007, Sex Pistols, DVD)
- Pirates of Destiny (2007, dir. Tõnu Trubetsky, DVD)
- Rock Case Studies (2007, Sex Pistols, DVD)
- Sid and Nancy (1987, Sex Pistols, DVD)
- Sad Vacation – The Last Days Of Sid & Nancy (2016, DVD)